# 刘玉柱
刘玉柱（1913年—1998年7月29日），男，河北黄骅市人，中华人民共和国政治人物。中华人民共和国第二机械工业部党组成员、副部长。

## 生平
1938年加入中国共产党，曾任北京大学学生会执委会主席，积极参加一二九运动。
1982年离休。